# 경성 (음성)
경성(중국어 정체자: 輕聲, 간체자: 轻声, 병음: qīngshēng)은 중국어의 성조이다. 음의 높낮이 변화가 없이 짧게 발음하며 발음의 높이는 바로 앞의 글자의 성조가 끝나는 높이와 같다.

## 표기
경성을 표기할 때는 모음 위에 점을 찍거나(주음부호) 아무것도 표시하지 않는다 또는 운모를 표기한다(병음).

## 같이 보기
- 병음#성조